# 隐大脐蜗牛
隐大脐蜗牛（学名：Aegista furtiva），是柄眼目扁蜗牛科盾蜗牛属的一种。主要分布于中国大陆，常栖息在较潮湿多腐殖质的环境，温暖的南方一带的灌木丛，草丛中，落叶，石块下。